# Metro v Clevelandu

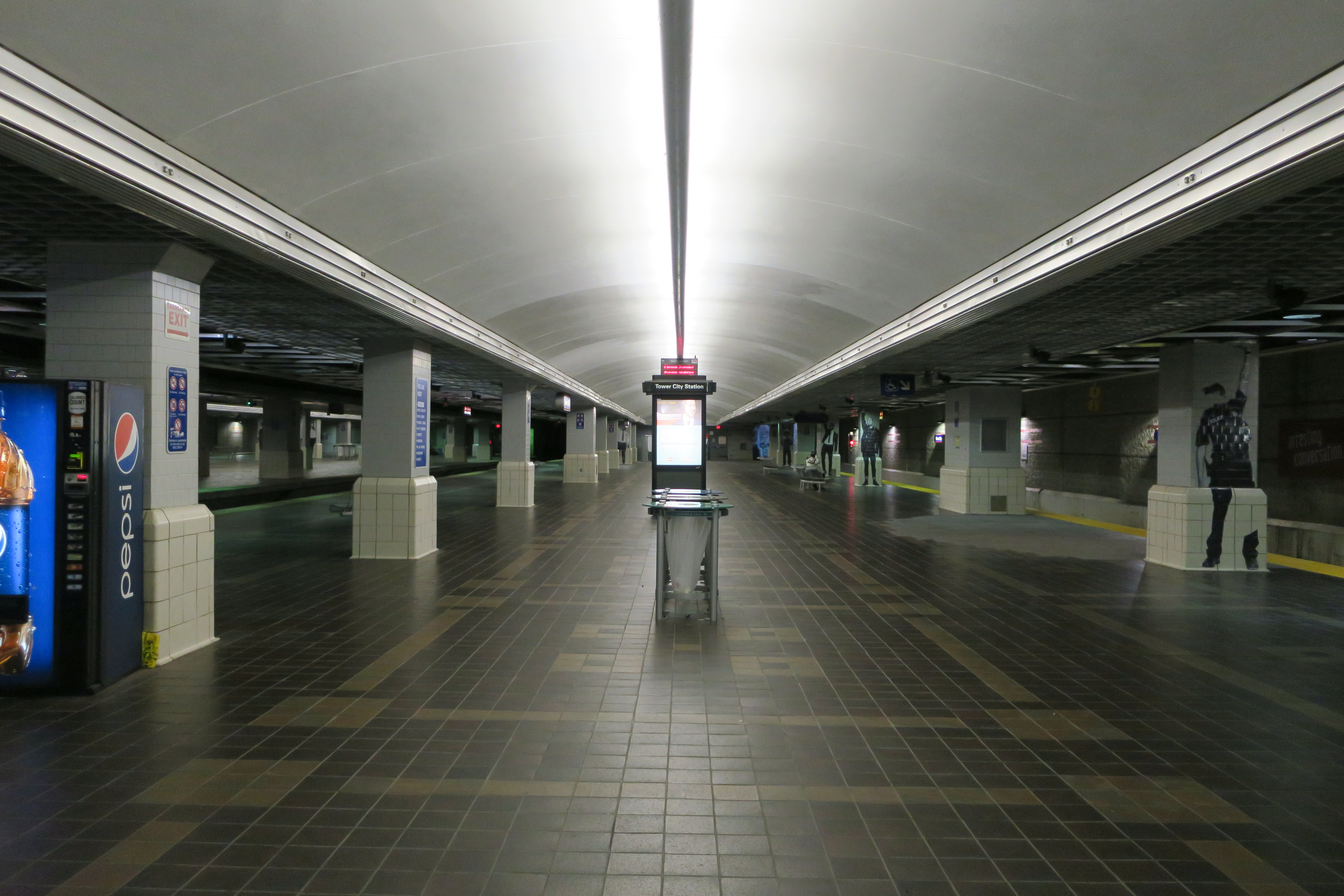
Stanice Tower City

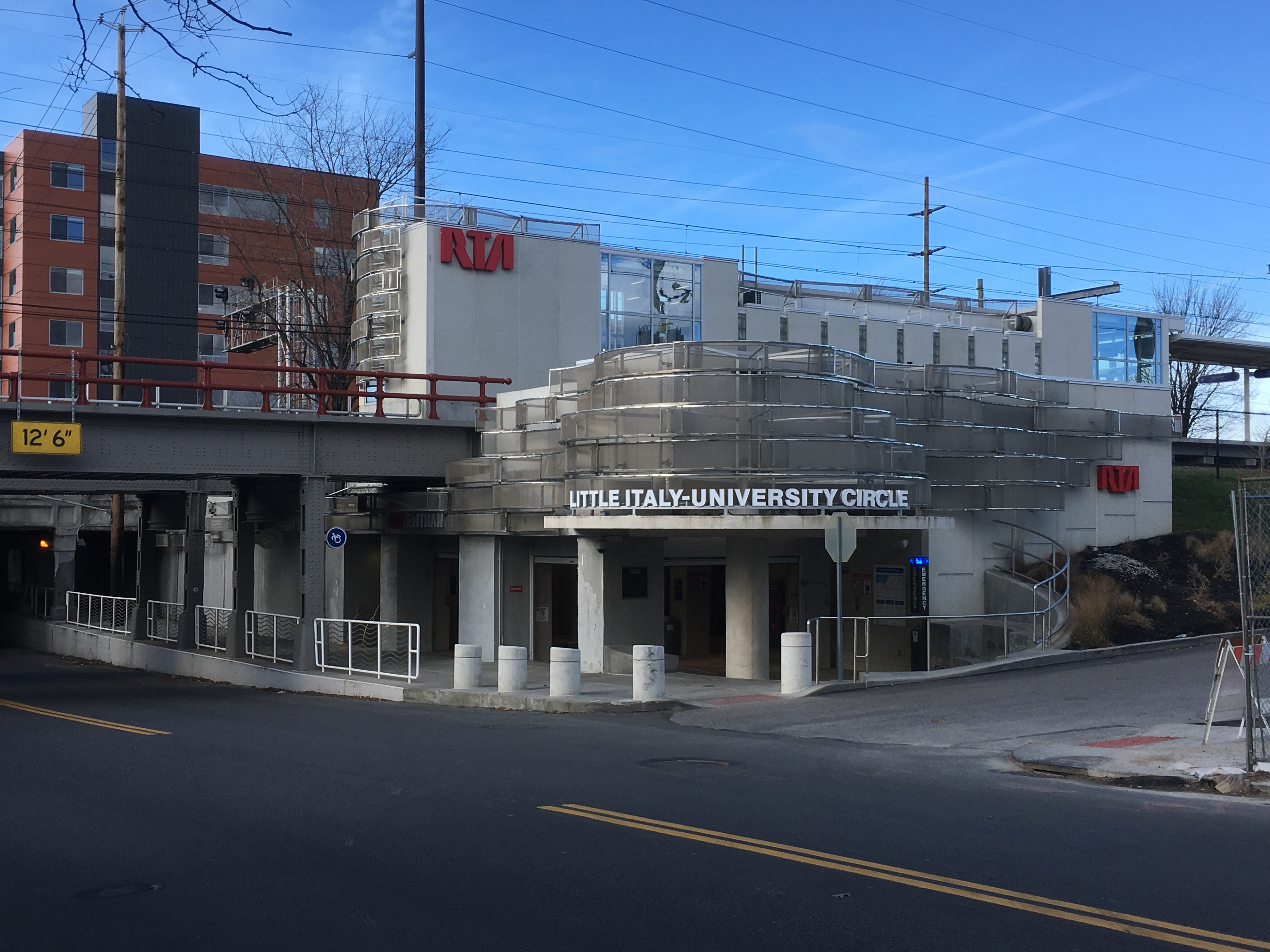
Vstup do stanice Little Italy-University Circle

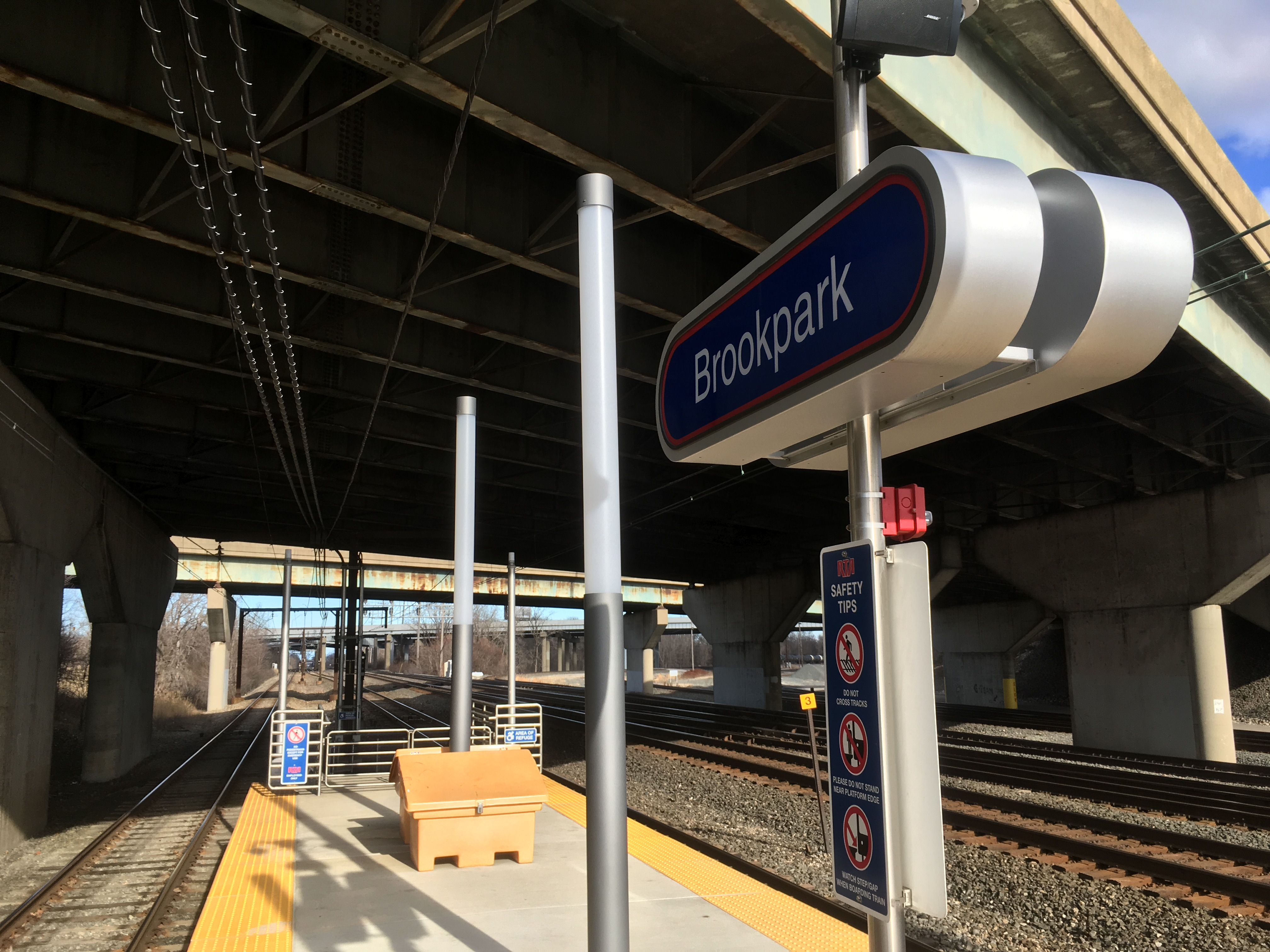
Stanice Brookpark

Metro v Clevlandu (anglicky: RTA Rapid Transit) je systém metra obsluhující město Cleveland v Ohio v USA. Systém má jen jednu linku metra (červenou linku), otevřenou v roce 1955, do systému metra se ovšem řadí i 2 linky rychlodrážních tramvají a 1 linka autobusu.
Provozovatelem metra je Greater Cleveland Regional Transit Authority.

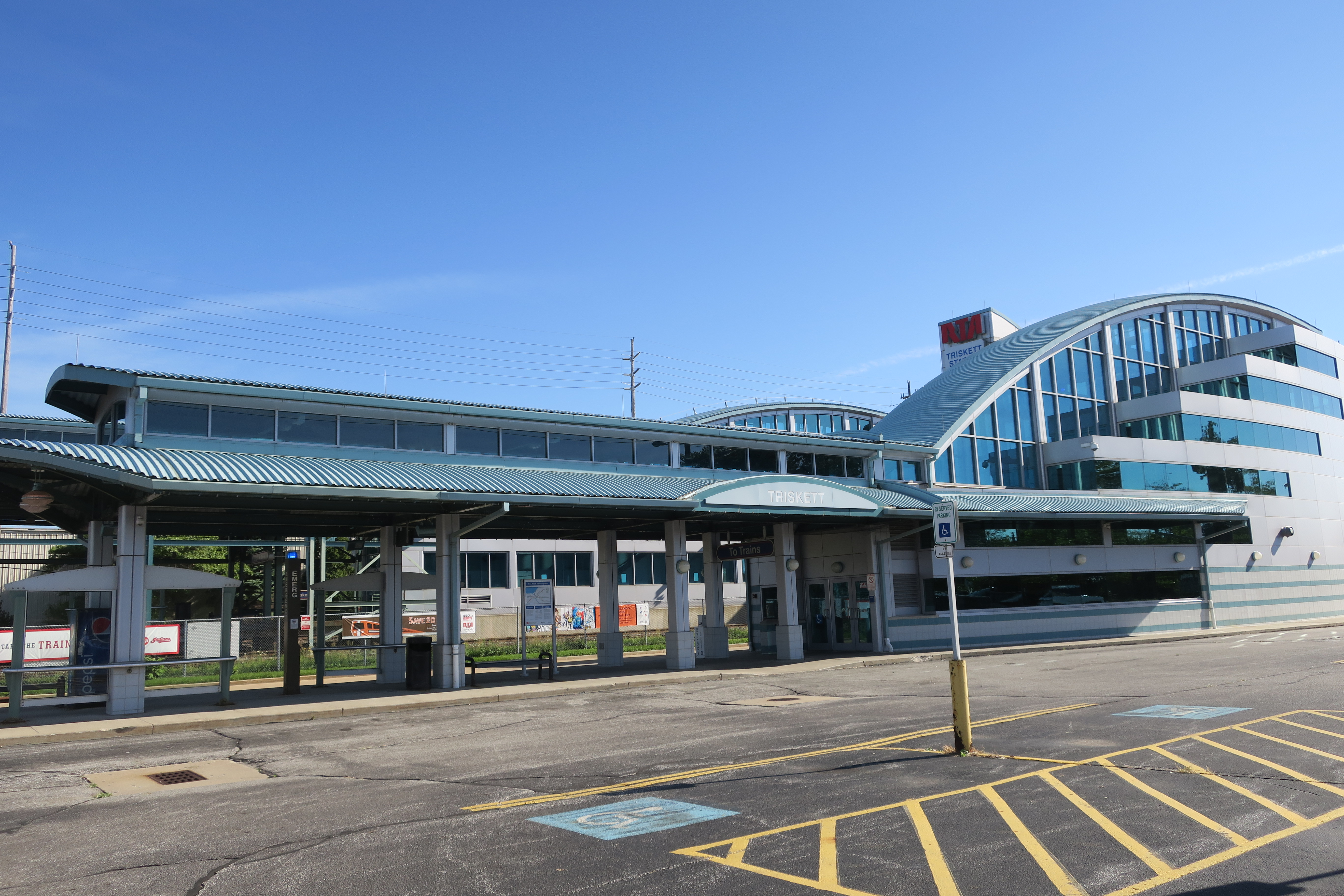
Stanice Triskett

## Červená linka
Červená linka (anglicky: red line) je jedinou linkou metra v Clevelandu. Spojuje letiště s centrem města a s jeho předměstím East Cleveland. Má 18 stanic a je dlouhá 31 kilometrů.
Seznam stanic červené linky:
- Airport
- Brookpark
- Puritas–West 150th
- West Park
- Triskett
- West 117th–Madison
- West Boulevard–Cudell
- West 65th–Lorain
- West 25th–Ohio City
- Tower City
- Tri-C–Campus District
- East 55th station
- East 79th
- East 105th–Quincy
- Cedar–University
- Little Italy–University Circle
- Superior
- Louis Stokes–Windermere